# Maulafa
Maulafa ist ein Distrikt (Kecamatan) in der indonesischen Stadt Kupang (Provinz Ost-Nusa-Tenggara).

## Geographie
Maulafa liegt im Südosten der Stadt Kupang. Im Norden befinden sich die Distrikte Kelapa Lima, Kota Raja und Oebobo, westlich der Distrikt Alak. Im Süden und Osten grenzt Maulafa an den Regierungsbezirk (Kabupaten) Kupang.
Maulafa hat eine Fläche von 54,80 km² und steigt vom Meeresufer bis auf eine Höhe von 250 m über dem Meeresspiegel im Süden.
Der Distrikt unterteilt sich in neun Kelurahan (deutsch Dörfer): Im Südwesten liegt Fatukoa, im Osten Penfui und Kolhua, im Norden Naimata, Maulafa, Oepura und Naikolan und im Zentrum Sikumana und Bello. Naikolan ist von ihnen der kleinste mit 0,82 km², während Fatukoa 15,71 km² hat. In der Flächengröße folgen dann Kolhua mit 10,75 km², Penfui mit 9,30 km², Bello mit 5,61 km², Naimata mit 4,88 km², Sikumana mit 3,36 km², Maulafa mit 2,70 km² und Oepura mit 1,67 km².
Das Klima ist tropisch. Man erreicht Temperaturen von bis zu 35 °C. Die jährliche Niederschlagsmenge beträgt 960 mm. Am meisten Regen fällt in Dezember und Januar.
Der Boden besteht aus Felsen und roter, beziehungsweise weißer Erde. Hier wachsen unter anderem Papyrus, Kokospalmen und Teakbäume.

## Einwohner
2016 lebten in Maulafa 75.459 Menschen (38.455 Männer und 37.004 Frauen). Damit beträgt die Bevölkerungsdichte 1.376,90 Einwohner pro Quadratkilometer. 2010 waren es erst 65.851 Einwohner. Sie wohnen in 16.523 Haushalten, die sich auf 281 Nachbarschaften (Tetangga) verteilen.
In Maulafa gibt es acht katholische Kirchen, 66 protestantische Kirchen, fünf Moscheen und zwei hinduistische Tempel.

## Wirtschaft
Diverse Nutztiere werden in Maulafa gehalten: Rinder zur Fleischproduktion, Wasserbüffel, Pferde, Schweine, Ziegen, Schafe, Hühner und Enten. Auf 183 Hektar wird Nassreis und auf fünf Hektar Trockenreis angepflanzt. Daneben gibt es Mais (273 Hektar), Erdnüsse (58 Hektar), Erbsen, Maniok (89 Hektar), Schalotten, Kohl, Bohnen, Tomaten, Chili, Wasserspinat (14 Hektar), Spinat (12 Hektar), Karotten und Auberginen und verschiedene Obstsorten, wie Mangos, Bananen, Papayas, Avocados, Sternfrüchte, Äpfel, Jackfrüchte und Sawo.

## Öffentliche Einrichtungen

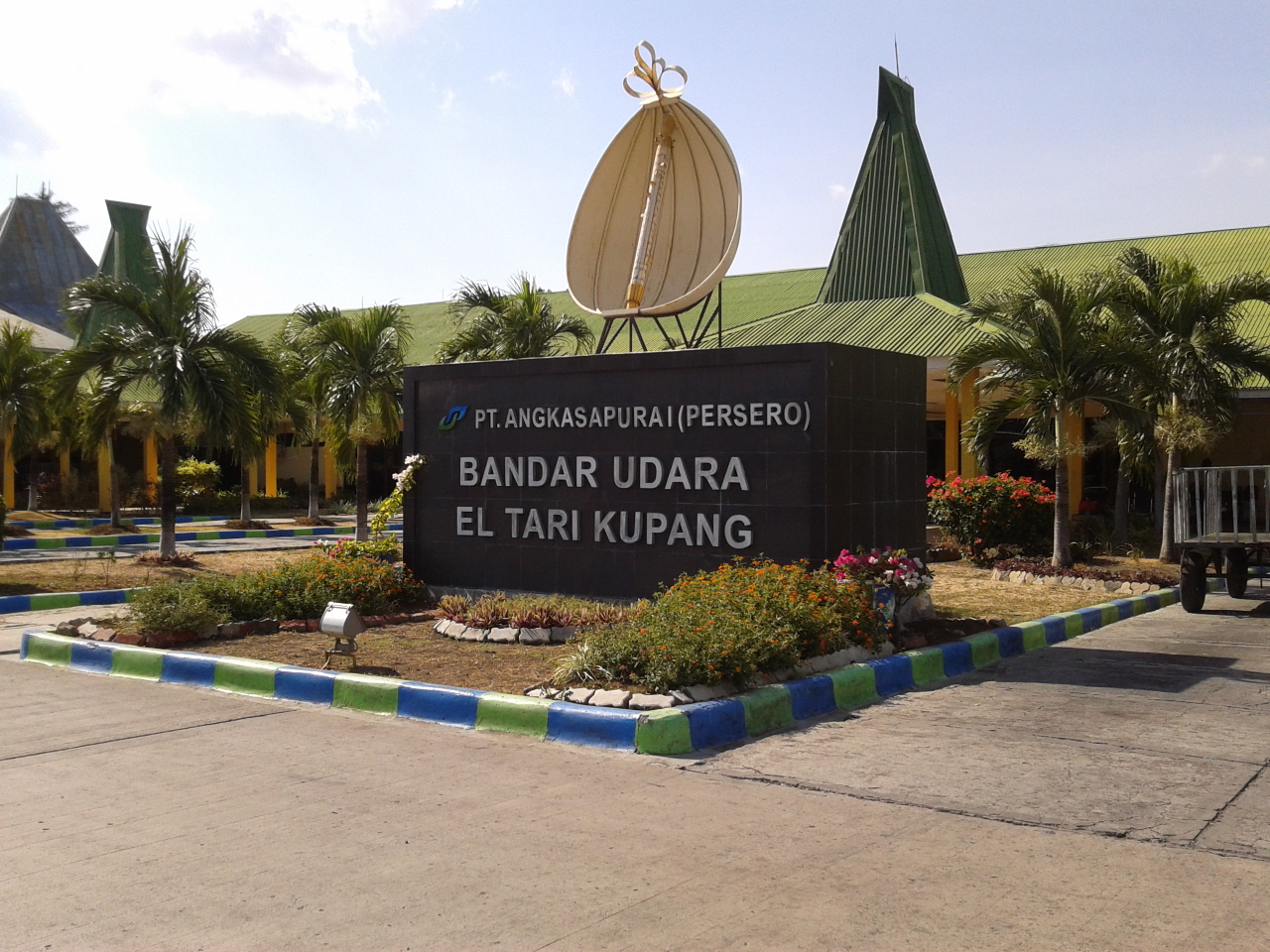
Flughafen Kupang

In Maulafa gibt es neun Polizeistationen und neun Sicherheitsposten, 17 Grundschulen, sieben Junior High Schools, sechs Senior High Schools und zwei Universitäten. Um die Gesundheitsversorgung kümmern sich zwei Krankenhäuser, zwei Gesundheitszentren, 78 Mütter-Kind-Zentren und 13 weitere Einrichtungen.
Der Flughafen Kupang befindet sich in Penfui.